# Idioma moravo
El moravo —en checo moravština o moravský jazyk en checo: moravská nářečí— es la denominación de las variantes lingüísticas derivadas del checo, habladas en Moravia, una región histórica en Europa Central, que hoy en día forma parte de la República Checa.
En realidad, no existen ni el idioma ni el dialecto moravo único, ya que la región está dialéctalmente muy diferenciada, mucho más que la región de Bohemia. Se distinguen cuatro grupos principales de dialectos moravos, que son: los dialectos bohemio-moravos, los dialectos centromoravos, los dialectos moravos orientales y los dialectos lachienses (silesianos). Sin embargo, algunos de los dialectos en el sureste de Moravia, a veces, son considerados como una variante del idioma eslovaco.
De acuerdo con el último censo en la República Checa, realizado en el año 2011,  108 469 personas declararon que el moravo era su lengua materna.

## Aspectos históricos, sociales y culturales

### Historia

La denominación de la lengua hablada en Moravia como el idioma moravo proviene del siglo XIV, ya que los habitantes de Moravia —de origen eslavo o germano— eran considerados moravos.
En la segunda mitad del siglo XIX se celebró el primer censo en el territorio que corresponde a la actual República Checa, en el que la gente obtuvo su nacionalidad según su lengua corriente —en alemán der Umgangssprache—, que tuvo que ser uno de los siguientes idiomas: alemán, checo-eslovaco, polaco, ruteno, esloveno, serbocroata, italiano, rumano y húngaro.
Los ciudadanos que eligieron el checo-moravo-eslovaco fueron registrados como checos. No obstante, por parte de la gente checa, el censo fue considerado manipulado. En la ciudad checa Liberec, sustituían el checo por el alemán porque este último era la lengua
oficial.  Asimismo, en el pueblo moravo Mošnov, el comisario alemán Josef Wank reemplazó el checo por el moravo, diciendo que “los checos  viven en Bohemia y los moravos, en Moravia”.
Durante el siglo XIX, aparecieron intentos que, incorrectamente, se denominan “el separatismo lingüístico moravo”. Los precursores fueron unos eruditos de origen bohemio František Dobromysl Trnka, František Cyril Kampelík y Vincenc Pavel Žák. Estos intelectuales llegaron a Moravia y apreciaron los dialectos locales, así que tomaron la decisión de integrar unos elementos dialectales moravos en el checo estándar. Aunque no intentaron crear una lengua nueva, su trabajo fue prohibido después de que el famoso historiador František Palacký se opusiera contra estos intentos.  
En 1991, la nacionalidad checa
tradicional fue descompuesta en las nacionalidades checa, morava y silesiana, pero la gente que reconocía la nacionalidad morava seguía poniendo el checo como su lengua materna.  
En ocasión de la elaboración del censo de 2011, el Instituto Checo de Estadística proclamó que el moravo sería escrutado separadamente y obtendría su propio código numérico.

### Dialectos
Mientras que los dialectos anteriores de Bohemia se han unido en un interdialecto —el
checo común—, el territorio de Moravia sigue estando lingüísticamente diferenciado. La clasificación más frecuente distingue cuatro grupos principales de los dialectos moravos: los dialectos centromoravos, los dialectos de Moravia del este, los dialectos lachienses y los dialectos bohemio-moravos. 
Algunas de las diferencias fonológicas entre los dialectos moravos se pueden ver, por
ejemplo, en la siguiente frase ('Pon la harina del molino en el carro'):
(1a) Dé móku ze mléna na vozék. [Centromoravo]
(1b) Daj múku ze mlýna na vozík. [Moravo oriental]
(1c) Daj muku ze młyna na vozik. [Lachiense]
(1d) Dej mouku ze mlejna na vozejk. [Bohemio-moravo]
(1e) Dej mouku ze mlýna na vozík. [Checo estándar] 
Poner.2.ªSG.IMP harina.NOM PREP molino.GEN PREP carro

#### Dialectos centromoravos
Los dialectos centromoravos o, también, los dialectos de Haná —en checo hanácké nářečí o hanáčtina— se hablan en la parte central de Moravia, es decir, alrededor de Znojmo, Třebíč, Brno, Vyškov, Olomouc, Přerov, Zábřeh y Šumperk. Aunque este grupo solía dividirse en muchos dialectos específicos para sendas regiones, hoy en día tiende a fusionarse en un interdialecto, llamado el hanaquiense común (en checo obecná hanáčtina).
Los dialectos hablados en y alrededor de Brno están lexicalmente influidos por el llamado hantec, una jerga que incluye muchos préstamos del alemán y del yiddish. Hoy en día no tiene muchos hablantes; con todo, algunas palabras de hantec sobreviven en la lengua hablada, como šalina (en checo, tramvaj; en español, tranvía), que proviene de la palabra alemana die Elektrischelinie.
El dialecto hanaquiense tiene presencia literal. Entre los autores que escribían en este dialecto pertenecen, por ejemplo, Alois y Vilém Mrštík, Ondřej Přikryl y Jakub Obrovský. En varios casos, la forma escrita del hanaquiense distingue entre las vocales abiertas y cerradas. 

#### Dialectos de Moravia del Este
Los dialectos de Moravia del este se hablan entre Břeclav y Hodonín y alrededor de las ciudades Kyjov, Uherské Hradiště, Zlín y Vsetín. Este grupo se divide en dos dialectos de interés especial, que son el dialecto moravo valaquiense, en checo valašské nářečí o valašština, y el dialecto moravo-eslovaco (en checo, slovácké nářečí o moravská slovenština). Este último se considera el dialecto de transición entre el checo y el eslovaco.

#### Dialectos de Lašsko
Los dialectos de Lašsko o lachienses —en checo, lašské nářečí, lašština— se hablan en el noreste de Moravia y en la región adyacente de Silesia, es decir, alrededor de Opava,  Ostrava, Frýdek-Místek y Frenštát pod Radhoštěm. Se consideran los dialectos de transición entre el checo y el silesiano (más cercano al polaco).

#### Dialectos bohemio-moravos
Los dialectos bohemio-moravos, hablados en la Serranía de Bohemia-Moravia (en checo, Českomoravská vrchovina o Vysočina), en el oeste de Moravia, alrededor de Dačice, Jihlava y Žďár nad Sázavou, se consideran un grupo de transición entre los dialectos de Bohemia y de Moravia. Por tanto, se trata esencialmente de los dialectos bohemios estándares con elementos del moravo.

### Estandarización
Desde finales del siglo XX, aparecen intentos de unos moravistas de crear el idioma moravo estándar, compuesto de los dialectos moravos. La iniciativa fue tomada por el Instituto de la lengua morava, una asociación privada, fundada por un lingüista aficionado, Jan
Kozohorský. No obstante, los lingüistas de la Facultad de Filosofía de la Universidad Masaryk de Brno consideran estos intentos controvertidos y políticamente matizados.

## Descripción lingüística

### Gramática
Las diferencias entre las variantes de moravo y checo no se limitan a diferencias fonológicas y léxicas, sino que también existen diferencias gramaticales. Si bien la gramática de las variedades moravas tiende a ser similar a la gramática del checo, existen algunas características distintivas.
La declinación del nombre en las variedades moravas difiere tanto de la declinación del checo como de la declinación del eslovaco:
| Caso         | Checo | Moravo central | Moravo oriental | Eslovaco | GLOSA              |
| ------------ | ----- | -------------- | --------------- | -------- | ------------------ |
| Nominativo   | ulice | ulic~ ulica    | ulica           | ulica    | 'calle'            |
| Genitivo     | ulice | ulice          | ulice           | ulice    | 'de la calle'      |
| Dativo       | ulici | ulici          | ulici           | ulici    | 'a/para la calle'  |
| Acusativo    | ulici | ulic~ ulicu    | ulicu           | ulicu    | 'calle'            |
| Vocativo     | ulice | ulico          | ulico           | ulica    |                    |
| Locativo     | ulici | ulici          | ulici           | ulici    | '(en) (la) calle'  |
| Instrumental | ulicí | ulicó          | ulicú           | ulicou   | '(con) (la) calle' |
En el verbo, los dialectos moravos aplican un patrón uniforme para la terminación 3.ª persona del plural de los verbos de la cuarta conjugación (clase IV), acabados en -it y la tercera conjugación (clase III), terminados en -et. En cambio, en checo estas formas son diferentes.
| Checo / (infinitivo) | Moravo                  | Moravo          | GLOSA      |
| Checo / (infinitivo) | Hanaquiense (hanáčtina) | Moravo oriental | GLOSA      |
| -------------------- | ----------------------- | --------------- | ---------- |
| prosí (inf. prosit)  | prosijó                 | prosijú         | 'suplican' |
| trpí (inf. trpět)    | trpijó, trpějó          | trpijú, trpějú  | 'sufren'   |
| sázejí (inf. sázet)  | sázijó, sázejó          | sázijú, sázejú  | 'siembran' |